# CityVille 2
CityVille 2 è stato un browser game sviluppato da Zynga e pubblicato a livello globale su Facebook nel novembre 2012. Si trattava del seguito di CityVille. Il gioco è stato cancellato il 5 febbraio 2013.

## Modalità di gioco
In CityVille 2 la simulazione di una città si arricchiva di un elemento "giallo". Il giocatore infatti si calava nei panni del sindaco, impegnato a far luce su una misteriosa esplosione che aveva danneggiato il municipio. La vicenda si evolveva con le indagini sui possibili responsabili. Al tempo stesso il sindaco virtuale doveva continuare a gestire la sua città costruendo nuovi edifici, musei, parchi e persino quartieri etnici. Spesso era anche chiamato a fronteggiare situazioni di emergenza. Visitare la città virtuale di un altro giocatore permetteva di salire di livello.
Il gioco era disponibile in quindici lingue. Vantava una grafica in 3D (come FarmVille 2) e la possibilità di vedere gli scorci urbani da diverse prospettive.